# Baillereau
Baillereau war ein französischer Hersteller von Automobilen.

## Unternehmensgeschichte
Das Unternehmen begann 1908 mit der Produktion von Automobilen. Der Markenname lautete Baillereau. Im gleichen Jahr endete die Produktion bereits wieder.

## Fahrzeuge
Das einzige Modell war mit einem großen Einzylindermotor und Kardanantrieb ausgestattet.